# Hugues Fontaine
Hugues Fontaine, né le 27 mai 1959 à Arras, est un réalisateur, photographe, commissaire d'exposition français.

## Œuvres

### Films
- 1983 :  Les Puits qui chantent. 16 mm couleurs, 26 min, production : Antenne 2.
- 1984 :  Le Kirumbizi. 1984, 16 mm couleurs, 6 min, production : La Lanterne / Centre National de la Recherche Scientifique (CNRS Audio-Visuel).
- 1984 :  Le Vent de la mousson. 16 mm couleurs, 22 min, production : Antenne 2 / La Lanterne.
- 1989 :  La Roue.16 mm couleurs, 20 min, production : Amarna / Groupement de Recherches et d'Essais Cinématographiques (GREC).
- 1990 :  Par les Chevaux de bataille. 16 mm couleurs, 26 min, production : Amarna / Institut du Monde Arabe / Canal Plus.

### Expositions (commissariat)
- 2016 :  Alfred Ilg. The Engineer and the King. Modern Art Museum Gebre Kristos Desta Centre, Addis Abeba, Éthiopie.
- 2016 :  Alfred Ilg. Un Suisse en Abyssinie. Musée Arthur Rimbaud, Charleville-Mézières.
- 2019 :  Rimbaud photographe. Musée Arthur Rimbaud, Charleville-Mézières[1],[2],[3].
- 2020 :  Rimbaud - Soleillet. Une saison en Afrique, Carré d'Art, Nîmes[4].

### Ouvrages
- 1991 : Mémoire des façades. Maisons peintes des pèlerins d'Égypte. Paris, Éditions Twiga. Photographies : Hugues Fontaine ; texte : Frédérique Fogel  (ISBN 2-9506665-0-7).
- 1993 : Portuaires. Le Havre, Éditions Association Internationale Villes et Ports (AIVP). Photographies : Hugues Fontaine ; préface : Michel Corajoud.  (ISBN 2-910238-00-8).
- 1997 : Empreintes. Itinéraire photographique du Maroc à la Turquie. Paris, Ministère des affaires étrangères, Association pour la diffusion de la pensée française (ADPF) / Institut du monde arabe.  (ISBN 2-911127-47-1).
- 2004 : Massawa. Sainte-Marguerite-sur-mer, Éditions des Équateurs. Photographies : Hugues Fontaine ; texte : Olivier Frébourg.  (ISBN 2-84990-013-3)
- 2000 : Euphrate. Le Pays perdu. Arles, Actes Sud. Photographies : Hugues Fontaine ; texte : Bernard Noël et Hugues Fontaine ; préface : Jean Bottéro.  (ISBN 2-7427-2712-4).
- 2006 : Yémen. Cités d’écritures. Manosque, Le Bec en l’air. Photographies : Hugues Fontaine ; texte : Hugues Fontaine et Mounir Arbach ; illustrations : Hélène David.  (ISBN 978-2-916073-15-6) .
- 2008 : Lettres du Familistère. Guise, Éditions du Familistère. Photographies : Hugues Fontaine. Avec 19 lettres inédites de Jean-Baptiste André Godin.  (ISBN 978-2-9516791-0-8). Deuxième édition revue et corrigée en 2011  (ISBN 978-2-9516791-2-2).
- 2012 : Un Train en Afrique. African Train. Addis Abeba, Centre Français des Études Éthiopiennes/Shama Books. Texte et photographies : Hugues Fontaine. Édition bilingue français/anglais. Traduction : Yves-Marie Stranger. Postface : Jean-Christophe Belliard. Avec des photographies de Matthieu Germain Lambert et Pierre Javelot.  (ISBN 978-99944-867-1-7).
- 2013 : Le Bord de l’eau. Canche et Authie. Département du Pas-de-Calais. Texte et photographies, Hugues Fontaine.  (ISBN 979-10-92157-00-0).
- 2017[5] : L'Album du Familistère. Éditions du Familistère, Guise, Direction éditoriale : Frédéric k. Panni, direction artistique : Hugues Fontaine.  (ISBN 978-2-9516791-4-6).
- 2019, Arthur Rimbaud photographe, Les Éditions Textuel, 2019,  (ISBN 978-2-8459778-2-2).
- 2020, Ménélik, édition française, Amarna, 2020,  (ISBN 979-10-92157-01-7)[6],[7]. Prix Albert-Bernard 2022 de l’Académie des sciences d’outre-mer.
- 2020, Menelik, édition anglaise, Amarna, 2020,  (ISBN 979-10-92157-02-4).
- 2020, ምኒልክ, (Ménélik), édition amharique, Amarna, 2020,  (ISBN 979-10-92157-03-1)
- 2020, Rimbaud - Soleillet. Une saison en Afrique, Amarna, 2020,  (ISBN 979-10-92157-04-8)

### Ouvrages collectifs
- 1998 :  Zanzibar aujourd’hui . Paris, Karthala / Institut Français de Recherches en Afrique (IFRA). Éditeur : Colette Le Cour Grandmaison et Ariel Crozon.  (ISBN 978-2912485076).
- 1999 : Reconstructions en Picardie après 1918. Paris, Réunion des Musées Nationaux.  (ISBN 9782711840892).
- 2004 : European Eyes on Japan. Japan today Vol. 6. Tokyo, EU Japan Fest.
- 2019 : Georges Fessy et la photographie. Direction par Frédéric K. Panni et Hugues Fontaine ; textes de Richard Edwards et de Jean-François Pousse. 96 p, Éditions du Familistère[8].